# Friidrott vid allafrikanska spelen 2003
Allafrikanska spelen 2003  anordnades 5 – 17 oktober i Abuja, Nigeria. 

- Nigerias sprinter Mary Onyali upprepade sin bedrift från spelen 1995 genom att vinna båda sprinterdistanserna. Hennes totala samling av guldmedaljer från panafrikanska spelen är därmed uppe i 6 segrar.
- Etiopiens Kutre Dulecha tog hem sin tredje raka seger på 1 500-metersdistansen.
- Vivian Chukwuemeka, Nigeria plockade hem en medalj av vardera valören i tre av damernas kastgrenar.

## Resultat av friidrottstävlingarna

### Herrar
100 meter

1  Deji Aliu , Nigeria, 9,95

2  Uchenna Emedolu , Nigeria, 9,97

3  Leonard Myles-Mills , Ghana, 10,03

200 meter

1  Uchenna Emedolu , Nigeria,  20,42 

2  Frankie Fredericks , Namibia,  20,43

3  Abdul Aziz Zakari, Ghana, 20,56

400 meter

1 Ezra Sambu, Kenya,  44,98

2  Nagmeldin Ali Abubakr , Sudan,  45,22

3  Sofiène Labidi , Tunisien, 45,42

800 meter

1  Samwel Mwera , Tanzania,  1.46,13

2  Mbulaeni Mulaudzi , Sydafrika,  1.46,44

3  Justus Koech , Kenya, 1.46,50

1 500 meter

1  Paul Korir , Kenya,  3.37,52

2  Robert Rono , Kenya,   3.38,13

3  Benjamin Kipkurui , Kenya,  3.38,94

5 000 meter

1 Kenenisa Bekele , Etiopien,  13.26,16

2 Hailu Mekonnen , Etiopien,  13.26,73

3 John Kibowen , Kenya,  13.29,14

10 000 meter

1  Sileshi Sihine , Etiopien, 27.42,13  

2  Gebre-egziabher Gebremariam , Etiopien,  27.43,12

3  Dejene Berhanu , Etiopien,  27.47,19 

Maraton

1  Johannes Kekana , Sydafrika,  2:25.01 

2  Gashaw Melese , Etiopien,  2:26.08

3  Gudisa Shentema , Etiopien,  2:27.39
 
3 000 meter hinder

1  Ezekiel Kemboi , Kenya,  8.12,27

2  Paul Kipsiele Koech , Kenya, 8.14,77

3  Tewodros Shiferaw , Etiopien,  8.27,33

110 meter häck

1  Joseph-Berlioz Randriamihaja , Madagaskar,  13,77

2  Todd Matthews Jouda , Sudan, 13,81 

3  Frikkie van Zyl , Sydafrika,  13,94 

400 meter häck

1  Osita Okeagu , Nigeria,  50,25

2  Victor Okorie , Nigeria, 50,36

3  Ibou Faye , Senegal, 50,89  

Gång 20 km 

1  Hatem Ghoula , Tunisia,  1:30.32

2  Moussa Aouanouk , Algeriet,  1:30.36

3  Arezki Yahiaoui , Algeriet,  1:35.19

4 x 100 meter

1  Ghana,  38,63
 
2  Nigeria,  38,70

3   Senegal,  39,79

4 x 400 meter 1   Botswana, ( California Molefe,   Kagiso Kilego , Oganeditse Moseki , Johnson Kubisa) ,   3.02,24 NR

2   Nigeria,  3.04,49

3   Zimbabwe,  3.05,62

Höjdhopp

1  Kabelo Mmono , Botswana,   2,15

2  Jude Sidonie , Seychellerna,  2,10 

3  Samson Idiata , Nigeria,  2,10

Längdhopp

1  Ignisious Gaisah , Ghana,  8,30

2  Ndiss Kaba Badji , Senegal,  7,92

3  Khotso Mokoena , Sydafrika,  7,83

Stavhopp

1  Béchir Zaghouani , Tunisien,  5,20 

2  Fanie Jacobs , Sydafrika,  5,20

3  Karim Sène , Senegal,  5,00

Tresteg

1  Andrew Owusu , Ghana,  16,41

2  Khotso Mokoena , Sydafrika, 16,28

3  Olivier Sanou , Burkina Faso,  16,21

Kula

1  Burger Lambrechts , Sydafrika,  18,87

2  Chima Ugwu , Nigeria,  18,66

3  Yasser Ibrahim Farag , Egypten,  17,96

Diskus

1  Omar Ahmed El Ghazali , Egypten,  63,61
 
2  Hannes Hopley , Sydafrika,   62,86

3  Johannes van Wyk , Sydafrika, 62,43

Spjut

1  Gerhardus Pienaar , Sydafrika, 76,95 

2  Walid Abderrazak Mohamed , Egypten,  73,79 

3  Brian Erasmus , Sydafrika,  72,94

Slägga

1  Chris Harmse , Sydafrika,  75,17

2  Saber Souid , Tunisien,  70,81

3  Samir Haouam , Algeriet,  68,95

Tiokamp

1  Mustafa Taha Hussein , Egypten,  7 400 

2  Lee Okoroafor , Nigeria,  7 240 

3  Rédouane Youcef , Algeriet, 7 119 

### Damer
100 meter

1  Mary Onyali , Nigeria,  11,26w

2  Endurance Ojokolo , Nigeria,  11,26w
  
3  Vida Anim , Ghana,  11,29w

200 meter

1  Mary Onyali , Nigeria,  23,09w

2  Vida Anim , Ghana,  23,17w

3  Estie Wittstock, Sydafrika, 23,46w

400 meter

1  Fatou Bintou Fall, Senegal,  51,38

2  Doris Jacob , Nigeria,  51,41

3  Mireille Nguimgo, Kamerun, 51,59

800 meter

1  Grace Ebor , Nigeria,  2.02,04 

2  Akosua Serwah , Ghana,  2.02,40

3  Lwiza John , Tanzania, 2.02,85

1 500 meter

1  Kutre Dulecha , Etiopien, 4.21,63

2  Jackline Maranga, Kenya,  4.22,69

3  Naomi Mugo , Kenya,  4.24,33

5 000 meter

1  Meseret Defar , Etiopien,  16.42,0

2  Dorcus Inzikuru , Uganda,  16.42,9 

3  Isabella Ochichi , Kenya,  16.43,4

10 000 meter

1  Ejegayehu Dibaba,  Etiopien,  32.34,54

2  Werknesh Kidane,  Etiopien,  32.37,35

3  Leah Malot, Kenya, 32.56,43

Maraton

1  Clarisse Rasoarizay , Madagaskar, 2:46.58

2  Tadelech Birra Etiopien 2:52.04

3  Leila Aman Etiopien 2:55.07

100 meter häck

1  Angela Atede , Nigeria,  13,01w

2  Damaris Agbugba , Nigeria,  13,06w 

3  Christy Akinremi , Nigeria, 13,55w 

400 meter häck

1  Omolade Akinremi , Nigeria,  56,98

2  Kate Obilor , Nigeria,  57,53

3  Carole Kaboud Mebam , Kamerun,  58,28

Gång 20 km

1  Estlé Viljoen , Sydafrika,  1:44.29

2  Amsale Yakobe , Etiopien, 1:47.42

3  Natalie Fourie, Sydafrika, 1:48.08

4 x 100 meter

1   Nigeria,  43,04

2  Sydafrika,  44,44

3   Senegal,  45,42

4 x 400 meter

1   Nigeria,  3,27,76

2  Kamerun,  3,31,52

3  ( endast två kag startade ) 

Höjdhopp

1  Nkeka Ukuh , Nigeria,  1,84

2  Marizca Gertenbach , Sydafrika, 1,84 

3  Anika Smit , Sydafrika,  1,80

Stavhopp

1 Samantha Dodd , Sydafrika, 3,90

2 Annelie van Wyk , Sydafrika, 3,80

3  Margaretha du Plessis , Sydafrika, 3,50 

Längdhopp

1  Esther Aghatise , Nigeria,  6,58

2  Grace Umelo , Nigeria,  6,56

3  Chinedu Odozor , Nigeria,  6,52

Tresteg

1  Kéné Ndoye , Senegal,  14,23 

2  Salamatu Alimi , Nigeria,  13,47

3  Nkechinyere Mbaoma , Nigeria,  13,18

Kula

1  Vivian Chukwuemeka , Nigeria,  18,12

2  Veronica Abrahamse , Sydafrika,  15,77

3  Wafa Ismail El Baghdadi , Egypten,  15,32

Diskus

1  Elizna Naudé , Sydafrika,  57,44

2  Vivian Chukwuemeka , Nigeria,  54,83 

3  Alifatou Djibril , Togo,  54,79

Slägga

1  Marwa Hussein Arafat , Egypten,  64,28

2  Susan Adeoye Olufunke , Nigeria,  58,86

3  Vivian Chukwuemeka , Nigeria, 56,54

Spjut

1  Aïda Sellam , Tunisien, 54,58

2  Lindy Leveaux , Seychellerna,  53,23 

3  Sunette Viljoen , Sydafrika,  51,68 

Sjukamp

1  Margaret Simpson , Ghana,  6 152 

2  Justine Robbeson , Sydafrika, 5 697 

3  Patience Okoro , Nigeria,  5 436 